# Raray
Raray – miejscowość i gmina we Francji, w regionie Hauts-de-France, w departamencie Oise.
Według danych na rok 1990 gminę zamieszkiwało 149 osób, a gęstość zaludnienia wynosiła 22 osoby/km² (wśród 2293 gmin Pikardii Raray plasuje się na 848. miejscu pod względem liczby ludności, natomiast pod względem powierzchni na miejscu 709.).